# Henri II (empereur du Saint-Empire)
Pour les articles homonymes, voir Henri et Henri II.
Ne doit pas être confondu avec Henri Le Boiteux.
Henri II, dit « le Boiteux » ou « le Saint », né en mai 973 (selon le nécrologe de Mersebourg, le 6 mai) et mort le 13 juillet 1024, est le sixième et dernier roi de Germanie ou empereur romain germanique de la dynastie saxonne et ottonienne. Duc de Bavière de 995 à 1004 et de 1009 à 1017, roi de Francie-Orientale (Germanie) en 1002, roi d'Italie en 1004, élu empereur romain germanique en 1002, il est couronné à Rome par le pape Benoît VIII en 1014. Il épouse Cunégonde, qu'il associe à son gouvernement.
Menant une vie pieuse, il encourage le développement du monachisme, créé, en 1007, sur des terres qui lui appartenaient en propre depuis 995, l'évêché de Bamberg, et doit combattre Boleslas Ier de Pologne, duc puis roi de Pologne. Mort en 1024 à Göttingen en Basse-Saxe, enseveli à Bamberg, il est canonisé en 1146. L'impératrice connaît cette reconnaissance en 1200. L'Église catholique le célèbre en tant que saint le 13 juillet (anciennement le 15 juillet).

## Origine et jeunesse

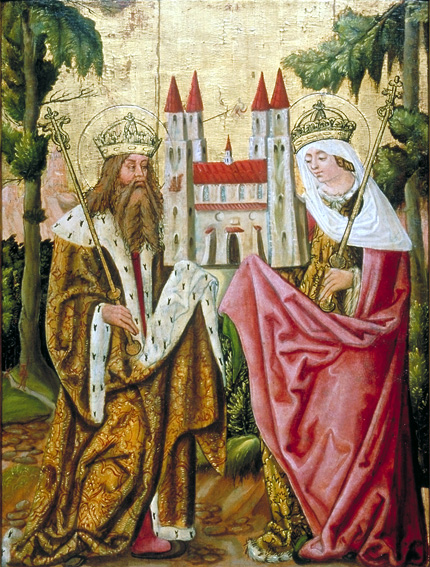
Peinture d'Henri II et Cunégonde de Luxembourg (XVe siècle).

Fils d'Henri le Querelleur, duc de Bavière et de Gisèle de Bourgogne, fille du roi Conrad III de Bourgogne, Henri, destiné à être clerc comme son frère Bruno, est éduqué par l'Église, d’abord par l'évêque Abraham de Freising, puis au sein de l'école cathédrale de Hildesheim. Il choisit toutefois l'état laïc et épouse Cunégonde de Luxembourg, dans le cadre d'un mariage marqué par la chasteté car il passe pour ne pouvoir être père. Il succède à son père comme duc de Bavière en 995 sous le nom d’Henri IV de Bavière.

## Roi de Francie-Orientale
En route vers Rome pour y secourir son cousin (issu de germain) l'empereur Otton III, mort en janvier 1002, il s’empare des insignes de roi de Germanie rapidement, pour faire face à ceux qui s’opposent à lui. Il est toutefois élu roi de Germanie à Mayence le 7 juin 1002, contre son cousin Othon de Carinthie. Contesté par Ekkehard de Misnie et Hermann II de Souabe, il est couronné le 8 septembre 1002 à Mayence grâce à l’appui de l’archevêque de Mayence, Willigis,.

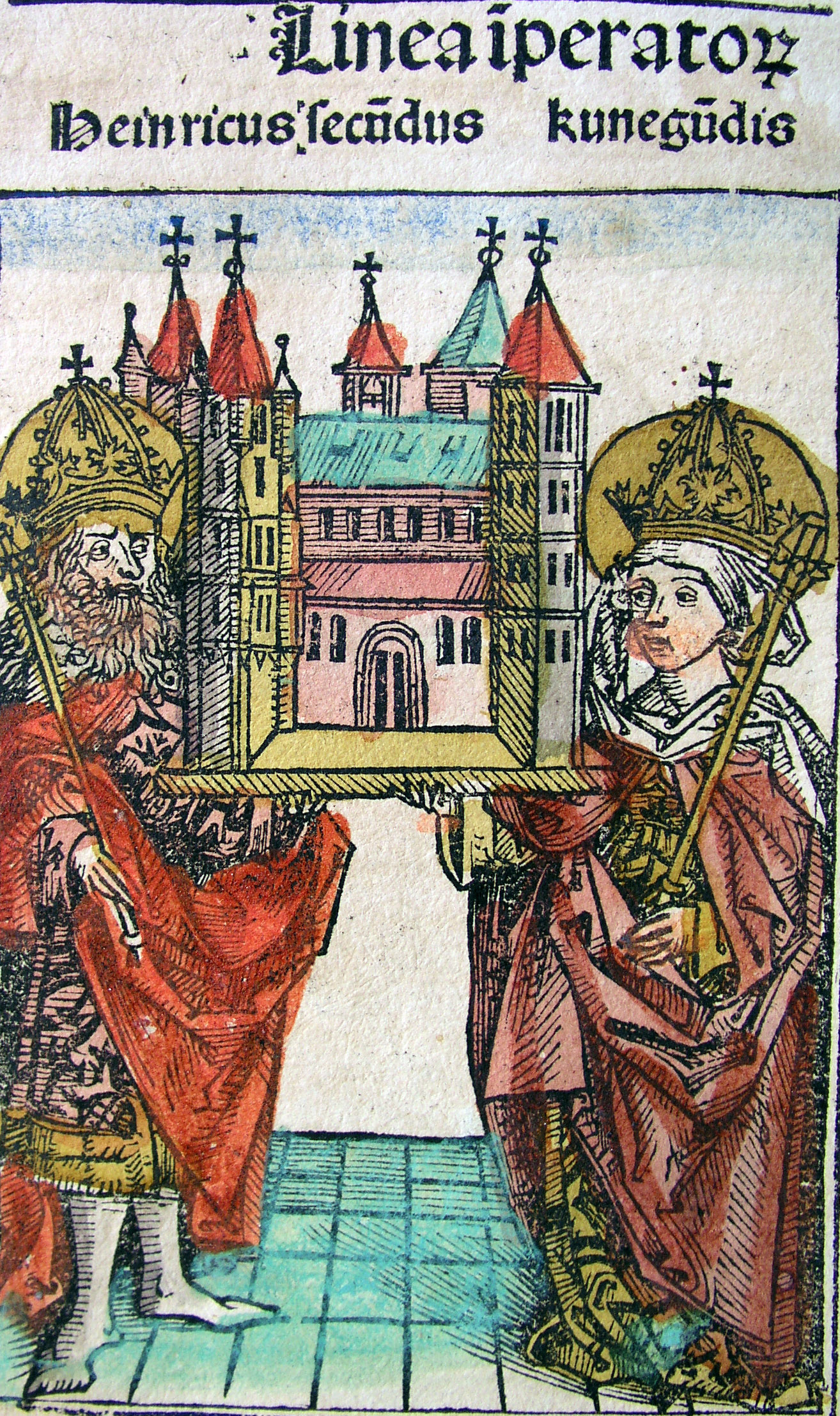
et Cunégonde de Luxembourg.

Il part ensuite en Italie pour affronter Arduin d'Ivrée, auto-proclamé roi d'Italie et instigateur de la révolte contre les Allemands (incendie du palais impérial de Pavie). Il s’y fait couronner roi le 15 mai 1004 à Pavie dans la basilique San Michele Maggiore et parvient à restaurer l'essentiel de l'autorité germanique dans le nord de la péninsule mais une partie de la noblesse italienne refuse longtemps de le reconnaître.
Il doit abandonner cette campagne difficile et pleine d’atrocités pour retourner en Pologne combattre Boleslas Ier de Pologne. Cette guerre comprend trois campagnes : celle de 1004-1005 permet de dégager la Bohême en rétablissant en août 1004 le duc Jaromir, frère de Boleslav III de Bohême, qui avait été capturé et détrôné par le duc polonais. La Moravie restait toutefois entre les mains de Boleslas II ainsi que la Lusace qu'il avait occupée au début des hostilités. Henri n'hésite pas à s'allier aux païens Lituaniens contre les Polonais chrétiens. Ces campagnes se prolongent en 1007-1013 et 1015-1018 jusqu’à la paix de Bautzen en 1018, par laquelle Boleslas conserve la Lusace et la Marche de Misnie, mais en tant que fief d'Empire. En 1006, il fait fermer le dernier marché d’esclaves de l’Empire qui était tenu à Mecklembourg,.
Entre 1006 et 1013, en Haute-Lotharingie, sur fond de luttes partisanes entre la maison ducale régnante et la maison de Luxembourg, il tente de mettre fin aux « investitures illégales » sur les sièges épiscopaux de Metz et Trèves, assiégeant à deux reprises la cité messine.

## Empereur des Romains
Henri II mène une nouvelle campagne en Italie en 1013 et cette fois il parvient jusqu'à Rome, où le pape Benoît VIII le couronne empereur le 14 février 1014. Il intervient comme ses prédécesseurs, dans les affaires de l'Église. C’est d’ailleurs dans le domaine des relations entre l’Empire et l’Église, et dans le fonctionnement interne de l’Église que se situent ses interventions les plus significatives. Il soutient les évêques contre le clergé régulier, qui parviennent à concilier leur pouvoir séculier sur leurs territoires avec leur pouvoir spirituel. Il renforce l’obligation de célibat du clergé, de façon que les dons de terre n’aillent pas aux héritiers, ce qui lui garantit des évêques fidèles et donc un appui contre les nobles rebelles et les familles ambitieuses. Il fonde l'évêché de Bamberg en 1007, qui devient rapidement un centre de culture. En 1020, le pape consacre cette nouvelle cathédrale et le convainc de revenir pour une troisième et dernière campagne en Italie.

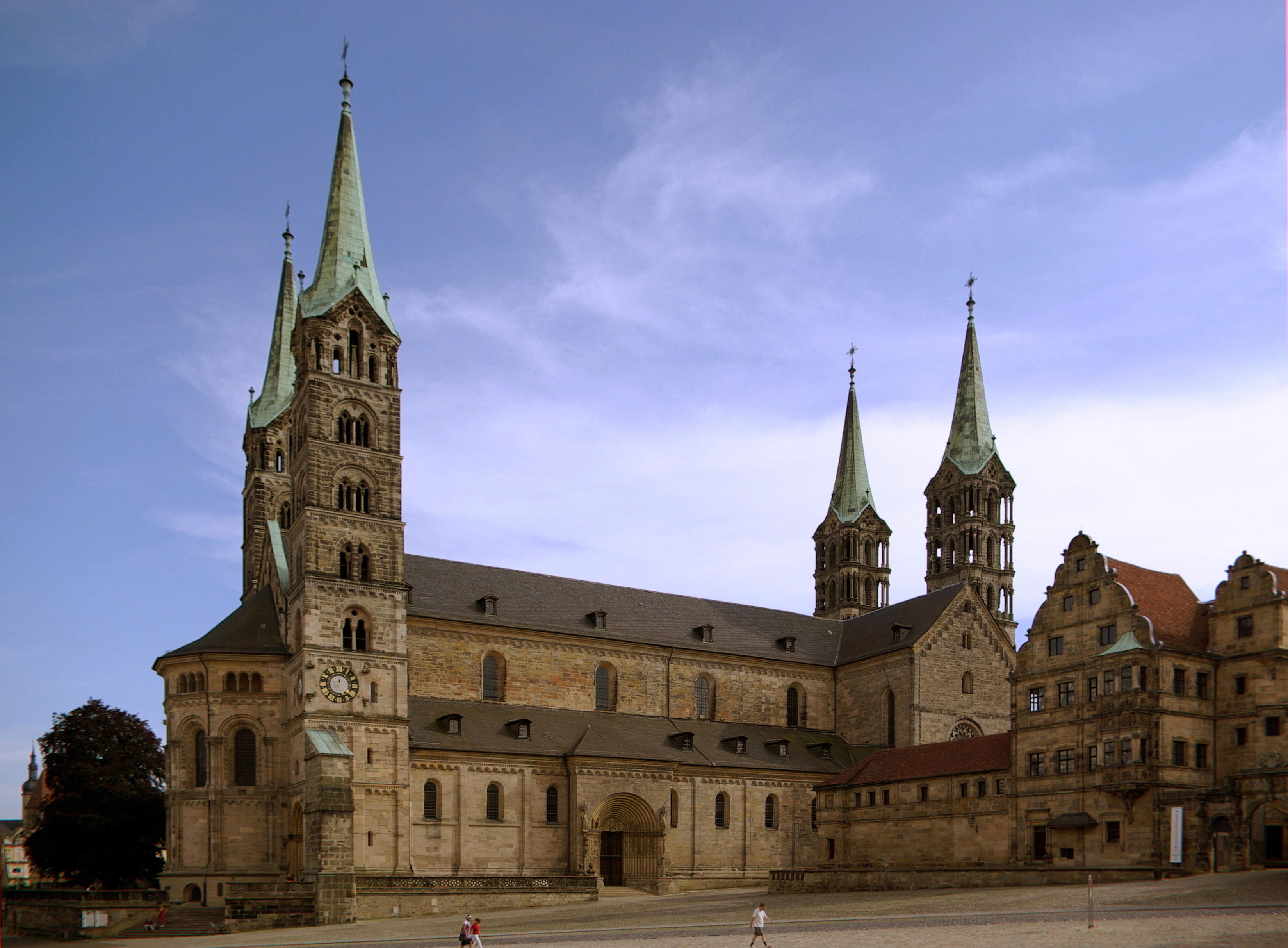
La cathédrale de Bamberg (état actuel).

En 1022, afin de soutenir le pape Benoît VIII, l'empereur conduit une puissante armée de soixante mille hommes en Italie. À la tête du contingent le plus important, il suit la côte adriatique. Avec vingt mille hommes, l’archevêque Pilgrim de Cologne descend le long de la côte tyrrhénienne pour soumettre Capoue, ce qu’il fait en capturant le prince, Pandolf IV. Une troisième armée, plus petite de onze mille hommes, commandée par Poppon d'Aquilée, suit les Apennins. Les trois armées se rejoignent pour le siège de Troia, la nouvelle forteresse byzantine, défendue par le catapan Basil Boiannes. L'empereur Henri II gracie Pandolf IV qui avait été condamné à mort dans un premier temps et l'envoie captif en Allemagne, et il impose, entre 1022 et 1026, comme prince Pandolf VI de Teano et son fils et associé Jean. S'il échoue dans le siège de Troia, le sud de l’Italie passe temporairement sous son autorité jusqu'au retour après sa mort de Panfolf libéré et soutenu par les Byzantins. Sur le chemin du retour, il participe à un synode à Pavie, où il défend la réforme de l’Église.
En 1023, à l’entrevue d'Yvois, près de l'abbaye de Mouzon (du 6 au 13 août), il renonce à demander au roi de France Robert II le Pieux un hommage, probablement par humilité.
En 1024 il installe encore sur le trône pontifical Jean XIX et travaille ensuite avec lui à la préparation d'un nouveau concile pour établir un mode de fonctionnement entre l’Église et l’Empire car l'église impériale d'Allemagne va en se corrompant du fait de l'investiture dans le seigneuries ecclésiastiques par la noblesse de prélats laïcs ayant parfois des enfants légitimes ou issu de concubines. Henri II meurt soudainement le 13 juillet 1024. Avec son épouse Cunégonde il repose dans la cathédrale de Bamberg qu'il affectionnait particulièrement.
Aucun enfant n'étant né de son mariage avec Cunégonde de Luxembourg, l'union du couple fut généralement considérée comme virginale, ce qui entraîna la canonisation des souverains et la nécessité d'une nouvelle élection lors de la succession. C'est Conrad II le Salique qui, non sans tumulte, est choisi.
Réputé pour sa piété et son rôle dans la réforme de l'Église, il est canonisé en 1146 ; il est le seul empereur germanique à l'avoir été (Charlemagne fut canonisé en 1165 par l'anti-pape Pascal III. La Curie romaine n'a jamais validé ni infirmé cette mesure. Le culte est toléré, et le statut de bienheureux reconnu par Benoît XIV).

## La Saint-Henri dans les almanachs
- Dicton : Quand reviendra la Saint-Henri (13 juillet), tu planteras ton céleri.
- Fête : le 13 juillet (le 15 juillet précédemment).